# Kyle Hunt
Kyle Hunt (Queens, 31 ottobre 1989) è un cestista statunitense con cittadinanza giamaicana.